# Клиффорд, Роджер, 5-й барон де Клиффорд
Роджер де Клиффорд (англ. Roger de Clifford; 10 июля 1333 — 13 июля 1389) — 5-й барон де Клиффорд, барон Уэстморленд и Скиптон и наследственный верховный шериф Уэстморленда с 1345 года, английский землевладелец и военачальник, второй сын Роберта де Клиффорда, 3-го барона де Клиффорда, и Изабеллы де Беркли.
Клиффорд унаследовал родовые владения, располагавшиеся в Йоркшире, Нортамберленда, Камберленде, и Уэстморленде, после смерти старшего брата. До совершеннолетия он находился под опекой графа Уорика, на дочери которого женился. Роджер неоднократно принимая участие в пограничных конфликтах с Шотландией. Также он неоднократно принимал участие в военных экспедициях во Францию и Ирландию. Клиффорд значительно укрепил положение рода в Северной Англии, однако незадолго до его смерти часть их была разорена шотландцами.

## Биография

### Молодые годы
Роджер родился 10 июля 1333 года в одном из родовых замков Клиффордов — Брогем в Уэстморленде. Основы могущества рода заложил его дед, Роберт де Клиффорд, известный военачальник времён англо-шотландской войны, погибший в битве при Бэннокберне. В 1344 году умер отец Роджера, а в 1345 году — его старший брат, Роберт де Клиффорд, в результате чего 12-летний Роджер унаследовал все владения и титулы рода — владения Клиффордов в Йоркшире, Нортамберленде, Камберленде и Уэстморленде, включая баронию Уэстморленд с замками Эпплби и Брогем, а также лордство Скиптон с замком Скиптон. Кроме того, он был наследником владений Клеров в Ирландии, доставшиеся Клиффордам через брак 1-го барона Клиффорда с Мод де Клер. Опекуном Роджера 17 марта 1345 года был назначен Томас де Бошан, 11-й граф Уорик. В будущем Роджер женился на дочери своего опекуна.
Граф Уорик, бывший одним из заметных сподвижников короля Эдуарда III во время первой фазы Столетней войны, принимал деятельное участие в воспитании подопечного. Ещё будучи подростком, Роджер 29 августа 1350 года участвовал в победной для англичан морской битве при Уинчелси. В 1355 году Роджер сопровождал опекуна в экспедиции в Гасконь в авангарде армии, которой командовал королевский сын Эдуард Чёрный Принц.

### Управление владениями
14 мая 1354 года Роджер вступил в права наследование над большинством своих земель. При этом он столкнулся с большими затруднениями в установлении контроля над некоторыми своими наследственными землями в Северной Англии. К обычным трудностям, которые испытывает наследник из-за того, что он не мог управлять своими владениями во время малолетства, добавились препятствия, которые чинил ему сэр Томас Масгрейв, второй муж его матери — Изабеллы де Беркли, которая получила после смерти первого мужа земли в Скиптоне в качестве вдовьей доли. Даже после смерти Изабеллы в 1362 году отчим отказался возвращать её владения. В итоге дело дошло в 1366 году до королевского арбитража, только тогда Клиффорд смог вернуть свои наследственные земли. Возможно, что именно данная проблема сделала Клиффорда бережливым управленцем своих владений, которые он всячески пытался приумножить.
Клиффорд смог приобрести земли в Лэмонби, в Южном Камберленде и в Эпплби. В 1357 году он утвердил за собой и своей женой Харт и Хартпул в Даремской епархии, в 1373 году проделал это же с Брогемом, который станет вдовьей долей его жены. Кроме того, Клиффорд передал часть владений своему младшему брату Томасу, а также старшему сыну и наследнику Томасу де Клиффорду.
Чтобы ещё упрочить своё положение, Клиффорд для своих дочерей попробовал устроить удачные браки. В 1371 году он согласился выплачивать в течение трех лет 240 фунтов в год для опеки над Ральфом, наследником баронства Грейсток, за которого позже выдал свою дочь Кэтрин. В 1388 году он заплатил 500 марок для брака другой дочери, Филиппы, с Уильямом Ферресом, наследником баронства Феррерс из Гроуби. Также он пытался укрепить своё положение, удерживая в Камберленде представителей местных джентри. Так в 1368 году Клиффорд удержал на службе сэра Роберта Моубрея, лорда Болтона в Оллердейле, которому выплачивалось 10 фунтов в год в мирное время и 33 фунта в военное, заменив выплату в мирное время на арендный договор в Скелтона на очень выгодных условиях по арендной плате.
Проводились также работы по укреплению своих замков. Клиффорд завершил строительство в замке Скиптон, начатое ещё дедом, возведя там ворота и дозорную башню. В Эпплби им были построены 2 кубические башни, а также жилые помещения. Также он соорудил большой зал в Бро, а в Брогеме укрепил южную стену.

### На службе у короля
Причиной, по которой Клиффорд нуждался в соратниках — он постоянно оказывался вовлечён в государственные дела и не мог уделять много времени своим владениям. В 1359—1360 годах он в составе королевской армии участвовал в экспедиции в Гасконь, а 1369 года — в экспедицию во Францию. Для подготовки к кампании 1369 года Клиффорд 10 июля нанял Ричарда Флеминга из Конингстона для охраны замка Флеминг. В 1373 году Клиффорд сновал был во Франции в составе экспедиции Джона Гонта, герцога Ланкастера.
С учётом того, что у Клиффорда были значительные владения в Ирландии, он нередко получал приказы отправиться туда для защиты английских владений от нападений ирландцев. Так 15 марта 1361 года он был вызван для участия в экспедиции герцога Кларенса. 28 июля 1368 года он снова был призван для участия в походе в Ирландию. В сентябре 1379 года он был нанят Эдмундом Мортимером, 3-м графом Марч, чтобы находиться на службе в Ирландии в течение года с отрядом в составе пяти рыцарей, тридцати четырёх эсквайров, и сорока лучников. Однако сомнительно, что он отправился в это время в Ирландию.
В английский парламент Клиффорд был впервые вызван 15 декабря 1357 года. После этого он регулярно участвовал в заседаниях парламента и различных советов. Он был судьёй по петициям в 1363, 1373 и 1376 годах, участвовал в обоих парламентах, созывавшихся в 1377 году, а также во всех последующих. В ноябре 1381 года Клиффорд оказался в числе баронов, потребовавших отмены отпускных грамот, предоставленных во время крестьянского восстания Уота Тайлера. Последний раз он вызывался в парламент 28 июля 1388 года.
Однако основной службой Клиффорда была защита Северной Англии от нападений шотландцев, с которыми постоянно происходили столкновения. Впервые защита границы была ему доверена в ноябре 1356 года. В мае 1366 года он получил назначение хранителя марки. Всего таких назначений во время своей жизни он получил 24. В основном ему поручалась охрана Западной марки, однако в трёх случаях ему поручалась охрана всей пограничной территории, а также других вопросов, касающихся безопасности Северной Англии. Так в августе 1374 года Клиффорд был назначен одним из специальных уполномоченных для разрешения конфликта между Дугласами и Перси за Джедуортский лес.
Несмотря на заключённое в 1369 году перемирие между Англией и Шотландией, одним из подписавшихся с английской стороны в котором был Клиффорд, на границе между королевствами постоянно происходили конфликты. Осенью 1372 года Клиффорду разрешили послать поверенного в парламент, чтобы он мог принять меры против нападения шотландцев. После 1377 года, когда шотландцы перестали выплачивать выкуп за короля Давида II, угроза нападений возросла. В 1377—1378 годах Клиффорд был назначен шерифом Камберленда и губернатором Карлайла, в 1379 году его назначили специальным уполномоченным в войске для сопротивления вторжению шотландцев. В марте 1380 года Клиффорд вместе с сорока воинами и пятьюдесятью лучниками оставался в Западной марке, ноябре того же года был одним из представителей Джона Гонта, назначенным для переговоров с графом Дугласом. В результате перемирие было продлено до февраля 1383 года.
В 1383 году усилия на поддержания мира продолжились. В апреле Клиффорд снова встречался с графом Дугласом, в итоге в конце 1383 года мирный договор был продлён. Однако вероятность возобновления войны сохранялась. В декабре шерифам Камберленда у Уэстморленда было приказано провести ремонт замки Клиффордов.
2 февраля 1384 года перемирие истекло. Кроме того, вмешалась Франция, для которой Шотландия всегда была важным стратегическим партнёром в борьбе против англичан. В результате в 1384—1385 годах король Франции Карл VI послал в Шотландию значительную армию. Клиффорд в октябре был в Эпплби. Летом 1385 года Ричард II организовал поход в Шотландию, во время которого Клиффорд с шестьюдесятью воинами и сорока лучниками был одним из командующих арьергарда. Однако поход закончился безрезультатно. Королевская армия дошла до Эдинбурга, однако французы предпочли не вступать в схватку. Их командир, Жан де Вьенн, узнав о походе англичан, отступил, разграбив по дороге несколько деревень, после чего вернулся во Францию. Ричард же, которому в Шотландии было скучно, принял решение вернуться домой.

### Последние годы
Хотя для защиты Северной Англии Клиффорд серьёзно укрепил замок Брогем, политические конфликты в Англии (мятеж лордов-апеллянтов) ослабили защиту английской границы. В августе 1388 года шотландцы вторглись в Англию, проникнув в Северный Уэстморленд, опустошив владения Клиффордов, включая Брогем, Бро и Эпплби. В это время Клиффорд в своих владениях, вероятно, отсутствовал: в мае того же года он присоединился к экспедиции графа Арундела в Бретань. Вероятно причиной участия в этой экспедиции была попытка примирить с лордами-апеллянтами, в число которых входил и Арундел, своего наследника Томаса, который оказался в немилости.
В январе 1389 года Клиффорд вновь был назначен хранителем Западной марки. Он, судя по всему, находился в Скиптоне, где упоминается 8 мая. Вероятно именно там он и умер от удара 13 июня того же года. Похоронили его вероятно в Болтонском монастыре.
В хрониках он упоминается как «один из самых благоразумных и галантных мужчин из всех Клиффордов». Клиффорд был благотворителем женского монастыря Артингтона и покровителем Болтонского монастыря.
Наследовал Роджеру де Клиффорду его старший сын Томас. Ещё один сын, Уильям де Клиффорд, который процветал во время правления Ричарда II, смог сохранить своё положение и при Генрихе IV, хотя и поддерживал Перси во всех их трёх восстаниях против короля. Жена Роджера, Мод де Бошан, пережила мужа и умерла 28 февраля 1403 года.

## Брак и дети
Жена: с 1357 (Равенсуорт, Йоркшир) Мод де Бошан (ум. 28 февраля 1403), дочь Томаса де Бошана, 11-го графа Уорика, и Кэтрин Мортимер. Дети:
- Томас де Клиффорд (ок. 1363 — 18 августа 1391), 6-й барон де Клиффорд с 1389
- сэр Уильям де Клиффорд (после 1364 — ок. 1419), губернатор Бервика
- Филиппа де Клиффорд; муж: Уильям Феррерс (ум. 1445), 5-й барон Феррерс из Гроуби
- Кэтрин де Клиффорд (ум. 23 апреля 1413); муж: Ральф де Грейсток (18 октября 1353 — 6 апреля 1418), 3-й барон Грейсток
- Мод де Клиффорд; муж: ранее 13 апреля 1398 сэр Роберт Хилтон из Хилтона (ум. 11 августа 1448)
- Маргарет де Клиффорд; муж: сэр Джон Мелтон из Эстона (1377—1455)

Возможно, сыном 5-го барона Клиффорда был сэр Льюис де Клиффорд (ум. 1404), лоллард и посол во Франции в 1392, родоначальник ветви Клиффордов из Чудли, однако многие историки считают его не сыном, а братом Роджера.
В связи с событиями 1365 года в источниках упоминается ещё один сын — Роджер, однако он или был незаконнорождённым, или умер раньше отца.